# 대구고산초등학교
대구고산초등학교는 대한민국 대구광역시 수성구 시지동에 있는 공립 초등학교다.

## 연혁
- 1931년 9월 12일 경산군 고산공립보통학교(4년제 1학급) 개교설립인가 7월 20일
- 1938년 4월 1일 고산공립심상소학교로 개칭[1]
- 1939년 4월 1일 6년제 4학급 개편
- 1941년 4월 1일 고산공립국민학교로 개칭[2]
- 1981년 7월 1일 대구직할시로 편입(대구고산국민학교)[3]
- 1993년 11월 1일 신매국민학교 분리 이관(10학급 473명)
- 1994년 9월 1일 시지국민학교 분리 이관(13학급 667명)
- 1996년 3월 1일 대구고산초등학교로 교명 변경[4]
- 1996년 9월 2일 노변초등학교 분리 이관(98명)
- 2001년 9월 27일 개교 70주년 기념식
- 2002년 12월 18일 교사 증축 및 환경 개선
- 2003년 8월 25일 고산예지관 준공(시청각실1실, 과학실2실, 도서실1실, 강당1실)
- 2006년 6월 21일 보건실 현대화 사업 완공
- 2007년 2월 28일 급식실 현대화 사업 완공
- 2007년 5월 21일 담장 허물기 준공
- 2007년 12월 7일 인조 잔디 운동장 개장
- 2016년 3월 1일 김은희 교장 부임
- 2018년 2월 9일 제84회 졸업식 (졸업생 129명)
- 2018년 3월 1일 32학급 편성(특수2학급 포함)
- 2019년 2월 1일 제85회 졸업식 (졸업생 119명)
- 2019년 3월 1일 38학급 편성(특수2학급 포함)

## 상징
- 교화(校花) - 개나리(물푸레나무과)
  - 전국에 봄소식을 가장 먼저 알림
  - 이른 봄 밝게 피며 조국강산을 아름답게 꾸밈
  - 정직하고 슬기로운 고산 어린이
- 교목(校木) - 느티나무(느릅나무과)
  - 옛날부터 마을을 수호하는 나무로 여김
  - 성장이 왕성하고 잎이 푸르고 무성하며, 수명이 길고 강건함
  - 강건하고 꿋꿋하게 자라는 고산 어린이

## 참고 자료
- 대구고산초등학교 - 한국교육학술정보원 학교알리미